# Die Gesellschaft (Literaturzeitschrift)

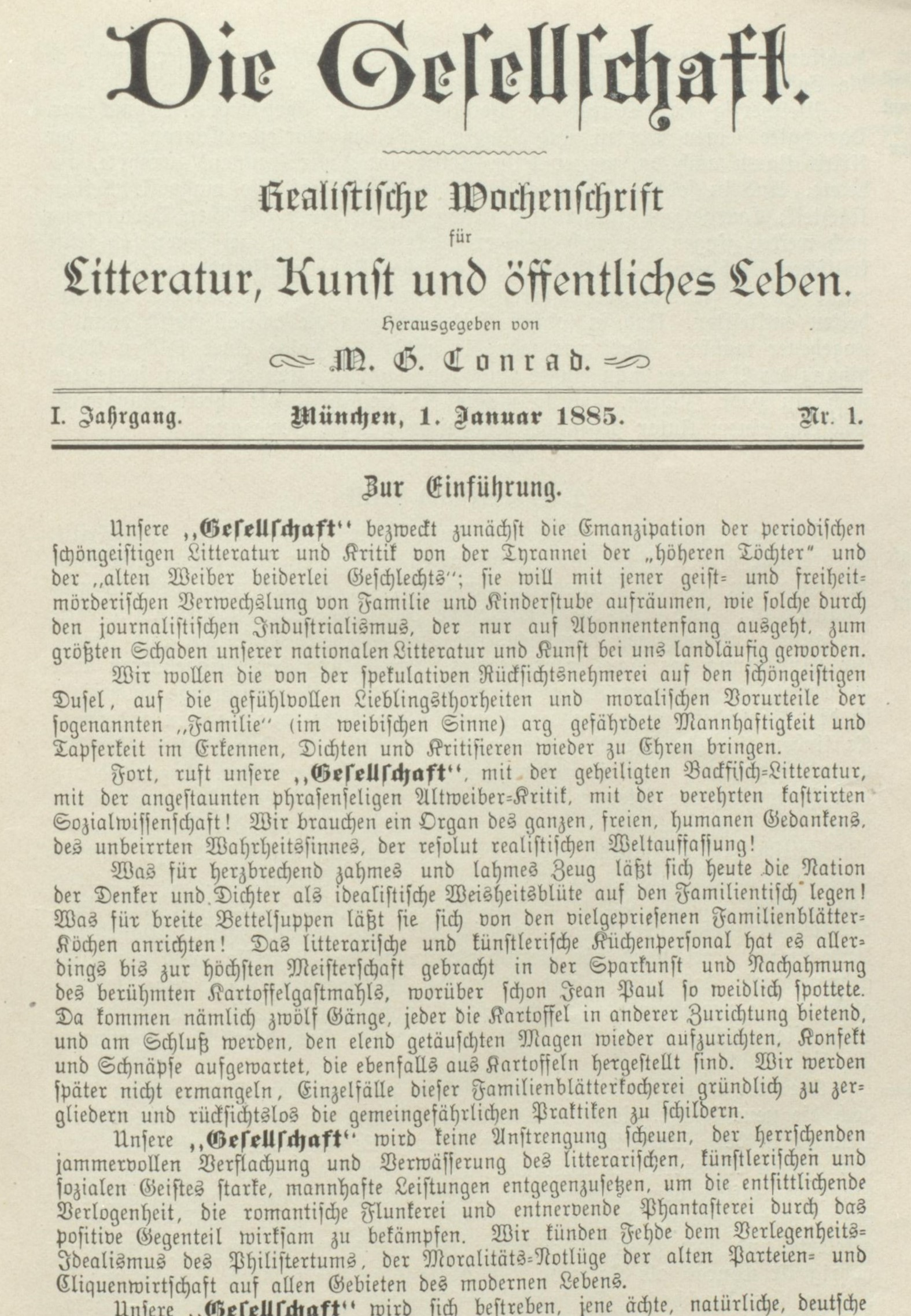
Die Gesellschaft Januar 1885

Die Gesellschaft war die erste naturalistische Literaturzeitschrift, die das geistige Klima der Münchner Moderne stark prägte. Sie wurde 1885 von Michael Georg Conrad gegründet und von ihm herausgegeben. Weitere Herausgeber waren
Karl Bleibtreu (1888–1890), Hans Merian (1897), Ludwig Jacobowski (1898–1900) und Alfred N. Gotendorf (1900–1901).
Die Gesellschaft führte wechselnde Untertitel:
- Realistische Wochenschrift für Litteratur, Kunst und öffentliches Leben (1885)
- Realistische Monatsschrift für Litteratur, Kunst und öffentliches Leben (1886)
- Monatsschrift für Litteratur und Kunst (1887–1890)
- Monatschrift für Litteratur, Kunst und Sozialpolitik (1891–1897)
- Halbmonatsschrift für Litteratur, Kunst und Sozialpolitik (1898–1901)
- Münchener Halbmonatsschrift für Litteratur, Kunst und Sozialpolitik (1901–1902)

Die Gesellschaft war anfangs neben dem Magazin für die Literatur des In- und Auslandes und der Freien Bühne für modernes Leben die führende deutsche Zeitschrift der naturalistischen Bewegung.
Aufgabe der Zeitschrift war die Kritik an den gesellschaftlichen, sozialen und literarischen Zuständen. Insbesondere Literaturkritik in Form von Rezensionen, Autorenporträts und Essays nahm großen Raum ein. Man kämpfte für eine Literatur im Sinn von Naturalismus und Realismus (und bewarb dabei nebenbei die eigenen literarischen Produkte) und bekämpfte die Literatur und Literaturkritik der Gründerzeit, vertreten insbesondere durch den Münchner Dichter Paul Heyse und dessen Kreis.
Auch antisemitische und sozialdarwinistische Positionen konnten sich artikulieren.
Nach mehreren Wechseln von Verlag und Herausgeber verpasste die Zeitschrift den Anschluss an die aktuellen literarischen Entwicklungen und wurde 1902 eingestellt.
Bei Kraus Reprint Nendeln/Liechtenstein erschien 1970 ein Nachdruck der Zeitschrift.